# Ibišek

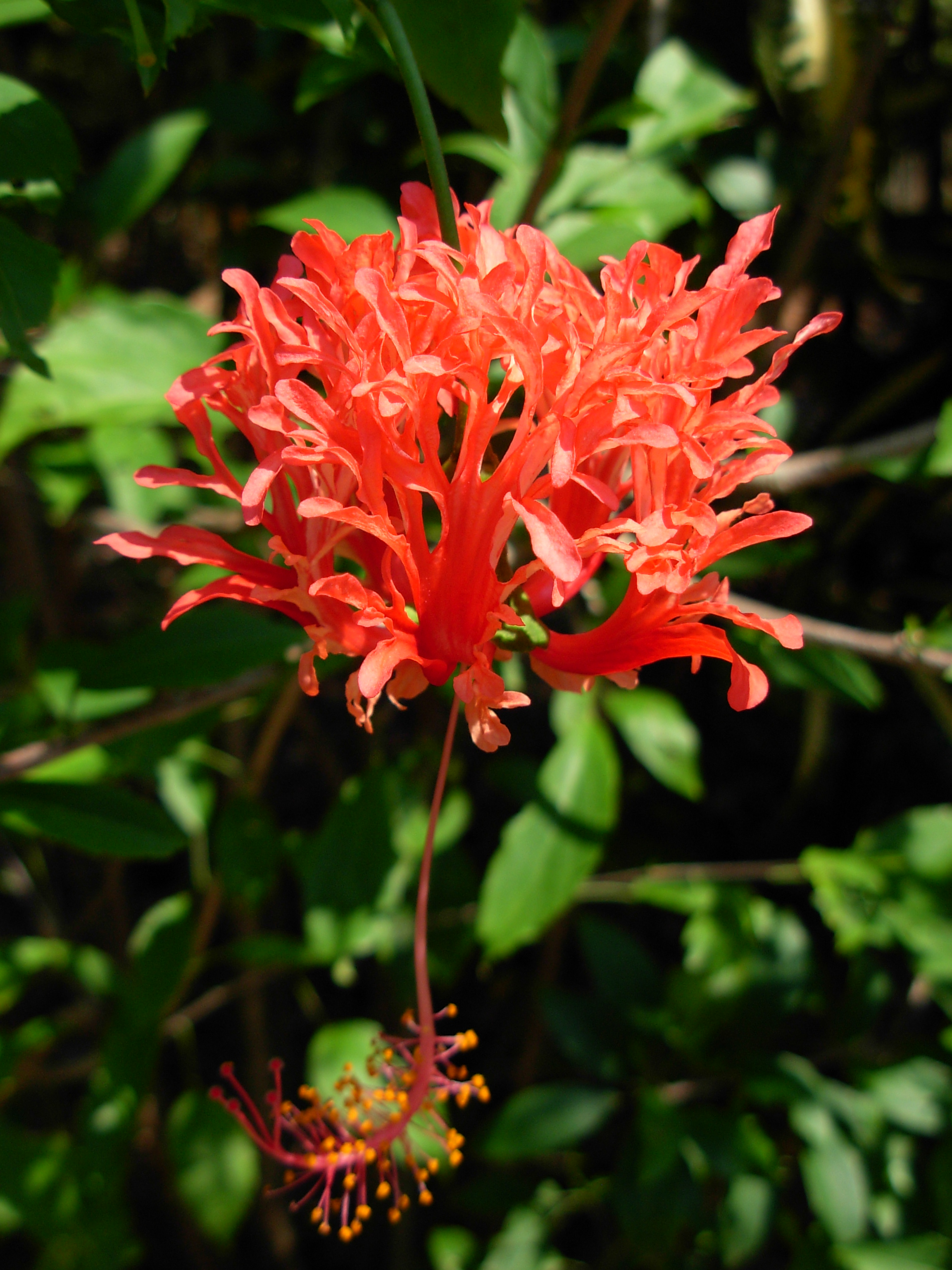
Květ ibišku dřípeného

Ibišek (Hibiscus) je rod vyšších dvouděložných rostlin z čeledi slézovité (Malvaceae). Jsou to dřeviny i byliny s nápadnými květy, rozšířené v tropech a subtropech celého světa. Některé druhy jsou využívány jako okrasné rostliny, dále jako potravina – ibišek syrský, ibišek súdánský (karkade), ibiškovec jedlý (okra), v textilním průmyslu (ibišek konopný) či truhlářství.

## Popis
Ibišky jsou stálezelené nebo opadavé keře, polokeře, stromy i byliny se střídavými jednoduchými listy. Listy jsou celistvé nebo dlanitě laločnaté, s dlanitou žilnatinou sestávající ze tří nebo více hlavních žilek.
Květy jsou pravidelné, oboupohlavné, pětičetné, nejčastěji jednotlivé úžlabní, řidčeji v několikakvětém vrcholovém hroznu. Kalich je zvonkovitý nebo miskovitý, vytrvalý, s pěti cípy nebo zuby. Na bázi kalicha je většinou vyvinut kalíšek s pěti až mnoha cípy, jen zřídka chybí. Koruna je obvykle velká a nápadná, různě zbarvená (zpravidla v odstínech od čistě bílé po temně růžovou, oranžovou a červenou), často s tmavším středem. Květy jsou krátkověké, většinou vydrží jediný den a posléze koruna opadává. Tyčinky jsou srostlé v trubičku a spojeny na bázi s korunními lístky. Semeník obsahuje 5 nebo 10 komůrek vlivem vzniku falešných přehrádek. V každém plodolistu jsou tři až mnoho vajíček. Plodem je mnohasemenná tobolka.

## Rozšíření
Rod ibišek zahrnuje více než 200 druhů a je rozšířen v tropech a subtropech, ale lze ho najít po celém světě. V květeně ČR je zastoupen druhem ibišek trojdílný (Hibiscus trionum), který vzácně a přechodně zasahuje zejména jako polní plevel na jižní Moravu. Mimo tento druh jsou v jižní Evropě původní ještě 2 druhy: ibišek bahenní (Hibiscus moscheutos, syn. H. palustris) a Hibiscus roseus.
Ibišek lípovitý (Hibiscus tiliaceus) je rozměrný keř až strom z pobřeží Tichého a Indického oceánu, rostoucí dnes jako zdomácnělý na tropických pobřežích celého světa.

## Taxonomie
Rod proskurník (Abelmoschus) se odlišuje zejména kalichem opadavým spolu s korunou a čnělkami v horní části k sobě přitisklými. Ibišek má kalich vytrvalý a čnělky v horní části rozestálé. Oproti rodu mračňák má ibišek v převážné většině případů vyvinut kalíšek.

## Zástupci
- ibišek bahenní (Hibiscus moscheutos, syn. H. palustris)
- ibišek čínský (Hibiscus rosa-sinensis)
- ibišek dřípený (Hibiscus schizopetalus)
- ibišek konopný (Hibiscus cannabinus)
- ibišek lípovitý (Hibiscus tiliaceus)
- ibišek súdánský (Hibiscus sabdariffa)
- ibišek syrský (Hibiscus syriacus)
- ibišek trojdílný (Hibiscus trionum)

## Význam

### Okrasná rostlina
Ibišek syrský je v našich podmínkách na příhodných teplých stanovištích mrazuvzdorný a je pěstován v množství barevných kultivarů. Jako letnička je občas pěstován jednoletý druh ibišek trojdílný (Hibiscus trionum).
Jako pokojová rostlina je nejčastěji pěstován ibišek čínský (Hibiscus rosa-sinensis). Barevných odrůd bylo vyšlechtěno velké množství a existují i plnokvěté kultivary. Méně často se pěstuje i ibišek dřípený (H. schizopetalus) s ozdobně rozdřípenými korunními lístky. Pro moderní suché byty je vhodnější ibišek dřípený, který na rozdíl od běžného ibišku čínského dobře snáší suchý vzduch a nevyžaduje pro kvetení chladné období vegetačního klidu. V tropických zemích je pěstována celá řada dalších druhů, např. bělokvětý Hibiscus arnottianus, žlutokvěté druhy Hibiscus brackenridgei, Ibišek lípovitý (Hibiscus tiliaceus) a Hibiscus calyphyllus, červenokvětý Hibiscus coccineus, růžovokvětý Hibiscus indicus a různobarevné kultivary ibišku bahenního (Hibiscus moscheutos).

### Potravina a léčivka
Dužnaté červené kalichy ibišku súdánského (Hibiscus sabdariffa) mají kyselou chuť a jsou používány jako pochutina, potravina i léčivo. Druh pochází z Afriky a je pěstován v tropech po celém světě. Připravují se z něho studené nebo teplé nápoje (karkade, Agua de Jamaica) nebo sirupy, které obsahují velké množství minerálů a vitamínů, včetně vitamínu C. Čaj z ibišku má antioxidační, dezinfekční a protizánětlivé účinky, snižuje pocení, zamezuje ukládání tuku v tepnách, pomáhá redukovat nadváhu či stimuluje paměť.
Do rodu ibišek byl dříve řazen i ibiškovec jedlý (Abelmoschus esculentus), známý jako okra a pěstovaný pro jedlé plody.

### Vlákno a dřevo
Ze stonků indického ibišku konopného (Hibiscus cannabinus) jsou získávána vlákna podobná jutě. Obdobné vlákno poskytují i jiné druhy, zejména Hibiscus sabdariffa var. altissima. Některé druhy, zejména karibský Hibiscus elatus, poskytují kvalitní a žádané dřevo.

## Pěstování
Ibišek vyžaduje slunné stanoviště, mladé rostliny by se ale neměly vystavovat přímému slunci. Obvykle je pro něj také vhodná vyšší vlhkost vzduchu a pravidelná zálivka.
U pokojových rostlin je lépe rostlinu v zimních měsících umístit na chladnější, ale přesto slunné místo, a omezit zálivku. Některé druhy ibišku jsou natolik odolné, že rostliny bez problémů přezimují venku, i když mladší keře vyžadují ochranu před mrazem.
Ibišky se množí ze semen (odolnější, ale méně kvete) a nebo zakořeněním seříznuté (dřevnaté) větvičky ve vodě. Jako zemina je vhodná hlinitá půda, pro mladší rostliny s trochou rašeliny.
Nejčastějšími škůdci jsou svilušky a mšice.
Kultivary je nutno množit vegetativně.